# Énergie géothermique en Roumanie
L'énergie géothermique en Roumanie est principalement située dans la partie ouest du pays, dans la région du Banat et la partie ouest des monts Apucènes, la source la plus importante étant située dans le Județ de Bihor, en particulier autour de la ville d'Oradea, qui utilise l'énergie géothermique depuis plus de cent ans. Théoriquement, la Roumanie possède le troisième potentiel géothermique d'Europe après la Grèce et l'Italie.

## Usages thermiques
L'usage de l'énergie géothermique est principalement le chauffage urbain, qui dessert 5500 résidences à Oradea et la ville de Beiuș qui est la seule ville de Roumanie entièrement chauffée par l'énergie géothermique. La Roumanie comptait en 2009 un total de 200 puits forés à des profondeurs comprises entre 800 et 3 400 mètres, une capacité de 480 MWth et une production de 7 975 TJ/an, soit 2 215 GWh/an.
En 2020, la puissance des réseaux de chaleur géothermiques installés en Roumanie atteint 88 MWth, au 7e rang européen, loin derrière la France (658 MWth) et l'Allemagne (344 MWth). La consommation de chaleur provenant d’énergie géothermique s'élève à 11,9 ktep en 2020 (contre 30,8 ktep en 2019), loin derrière la France (201,4 ktep), les Pays-Bas (147,7 ktep), l'Italie (140,6 ktep) et la Hongrie (128,5 ktep).

## Production d'électricité
En 2020, la Roumanie dispose de 0,05 MW installés, mais n'a pas enregistré de production.

## Sources et références
1. ↑  (ro) « ENERGIA GEOTERMALA » [archive du 16 février 2009], Asociatia Generala a Inginerilor din Romania, 16 mars 2009 (consulté le 16 mars 2009)
2. ↑  (ro) « Energia geotermala, o alternativa pentru Oradea - Stiri Oradea », oron.ro, 21 janvier 2008 (consulté le 16 mars 2009)
3. ↑  (ro) « Oradea - energie geotermala », ondrill.ro, 19 février 2009 (consulté le 16 mars 2009)
4. 1 2  État des énergies renouvelables en Europe 2021 (pages 34-39), EurObserv'ER, 2021.